# Home Nations Championship 1898
L'Home Nations Championship 1898 (in gallese Pencampwriaeth Rygbi'r Pedair Gwlad 1898) fu la 16ª edizione del torneo annuale di rugby a 15 tra le squadre nazionali di Galles, Inghilterra, Irlanda e Scozia.
Fu, come quella precedente, un'edizione incompleta.
Il Manchester Guardian riportò, nel numero di capodanno del 1898, che la questione sollevata l'anno precedente, ovvero l'uscita della federazione gallese dall'International Rugby Football Board per non sottostare alle pretese della Rugby Football Union inglese di negare l'avallo alla concessione di un premio in denaro all'ex rugbista Arthur Gould, era lungi dall'essersi conclusa: il quotidiano, nell'auspicare il mantenimento della linea dilettantistica nella disciplina, mise tuttavia in luce come la rigidità della RFU sulla questione dei rimborsi minimi stesse continuando a provocare, ancora due anni dopo la scissione di Huddersfield, l'abbandono di club a decine alla volta, che decidevano di aderire al nuovo organismo formatosi nel 1895 nel nord dell'Inghilterra.
Il rientro condizionato della Welsh Rugby Union nell'IRFB (concesso purché Arthur Gould non giocasse più in nazionale) non risolse, comunque, i problemi, almeno per quell'anno perché la Scozia si rifiutò di scendere in campo contro i gallesi, riammessi al torneo solo dopo che le altre tre nazionali avevano già disputato i propri incontri tra di esse.
In ragione di ciò, essendo la partita tra scozzesi e gallesi potenzialmente decisiva per le sorti del torneo, la classifica rimase indeterminata e nessun vincitore fu proclamato.
Il valore delle marcature, come stabilito dall’IRFB nel 1893, era: 3 punti per ciascuna meta (5 se trasformata), 3 punti per la realizzazione di ciascun calcio piazzato, 4 punti per la realizzazione di ciascun drop o mark.

## Nazionali partecipanti e sedi
| Squadra     | Città            | Impianto interno                           |
| ----------- | ---------------- | ------------------------------------------ |
| Galles      | –                | –                                          |
| Inghilterra | Londra Richmond  | Rectory Field Athletic Ground              |
| Irlanda     | Belfast Limerick | Balmoral Showgrounds Limerick Cricket Club |
| Scozia      | Edimburgo        | Powderhall Stadium                         |

## Risultati
| Arbitro: | Graham Findlay |

|          |      |               |
| Robinson | mt   | Lindsay Magee |
| Byrne    | c.p. | Bulger        |

| Arbitro: | Temple Gurdon |

|  |    |              |
|  | mt | T. Scott (2) |
|  | tr | T.M. Scott   |

| Arbitro: | J. Dodds |

|        |    |       |
| McEwan | mt | Royds |

| Arbitro: | Adam Turnbull |

|        |      |               |
|        | mt   | Dobson Huzzey |
| Bulger | c.p. | Bancroft      |

| Arbitro: | Joseph Magee |

|                              |      |        |
| Fookes (2) F. Stout P. Stout | mt   | Huzzey |
| Byrne                        | tr   |        |
|                              | drop | Huzzey |

## Classifica
| Pos | Squadra     | G | V | N | P | PF | PS | DP  | Pt |
| --- | ----------- | - | - | - | - | -- | -- | --- | -- |
| 1   | Scozia      | 2 | 1 | 1 | 0 | 11 | 3  | +8  | 3  |
| 2   | Inghilterra | 3 | 1 | 1 | 1 | 23 | 19 | +4  | 3  |
| 3   | Galles      | 2 | 1 | 0 | 1 | 18 | 17 | +1  | 2  |
| 4   | Irlanda     | 3 | 1 | 0 | 2 | 12 | 25 | −13 | 2  |